# Atammik
Atammik (ortografia antiga: Atangmik) é um assentamento no município de Qeqqata, oeste da Gronelândia. Localizado nas margens do Estreito de Davis, é o assentamento mais a sul do município de Qeqqata. Em 2010 tinha 197 habitantes.

## População
A população de Atammik aumentou de 1990 para 2000, decrescendo em 2000 e 2001, aumentando até 2004 e nestes últimos anos a população tem decrescido de novo.